# Duque de Caxias FC
Duque de Caxias Futebol Clube – brazylijski klub piłkarski z siedzibą w mieście Duque de Caxias leżącym w stanie Rio de Janeiro.